# Edward Hay
Edward Hay (ur. 1722, zm. 1779) polityk i dyplomata brytyjski.
Służył jako gubernator Barbados. Był od 1752 roku ożeniony z Mary Flower (z. 1775), córką Petera Flowera.
W 1757 roku ambasador Wielkiej Brytanii w Lizbonie.
Jego dziećmi byli: 
- Edward Hay (19.05.1757-24.10.1798), który poślubił Elizabeth Wagstaffe (córkę Williama Wagstaffe z Manchesteru),
- Thomas Hay (14.04.1759-29.01.1830, kanonik w Oxfordzie), poślubił (01.05.1786) Anne Bragge (córkę Thomasa Bragge z Clevedale),
- William Robert Hay (03.12.1761-10.12.1839, prebendarz w Yorku), który poślubił (28.01.1793) Mary Wagstaffe (zm. 18.02.1832, córkę Williama Wagstaffe z Manchesteru)
- Henrietta Hay